# Kobieta z sąsiedztwa
Kobieta z sąsiedztwa (fr. La femme d'à côté) – francuski melodramat z 1981 w reżyserii François Truffauta. Zdjęcia kręcono głównie w wiosce Bernin w departamencie Isère.
Występujące w filmie aktorki uzyskały nominacje do Cezara: Fanny Ardant za najlepszą rolę pierwszoplanową, a Véronique Silver za najlepszą rolę drugoplanową. 

## Opis fabuły
Fabuła filmu luźno nawiązuje do legendy o Tristanie i Izoldzie. Bernard Coudray (Gérard Depardieu) j jego żona Arlette (Michèle Baumgartner) mieszkają na przedmieściach Grenoble. Do sąsiedniego domu wprowadza się Philippe Bauchard (Henri Garcin) wraz z żoną Mathilde (Fanny Ardant). Bernard rozpoznaje w Mathilde kobietę, z którą osiem lat wcześniej łączył go burzliwy związek. Początkowo próbuje unikać Mathilde i ukryć ich znajomość przed Arlette. Potem jednak wracają dawne uczucia, para umawia się na intymne spotkania w hotelu. Próba przerwania tej sytuacji przez Mathilde wywołuje wybuch agresji Bernarda i wyjście prawdy na jaw. Mathilde popada w depresję, Bernard, na prośbę Philippe'a odwiedza ją w szpitalu, co poprawia stan zdrowia kobiety. Po jej wyjściu ze szpitala dochodzi do kolejnego spotkania, które kończy się tragicznie. 

## Obsada
- Gérard Depardieu – Bernard Coudray
- Fanny Ardant – Mathilde Bauchard
- Henri Garcin – Philippe Bauchard
- Michèle Baumgartner – Arlette Coudray
- Roger Van Hool – Roland Duguet
- Véronique Silver – Madame Odile Jouve
- Philippe Morier-Genoud – lekarz